# دلهره عشق (فیلم ۱۹۴۵)
دلهره عشق (انگلیسی: Thrill of a Romance) فیلمی در ژانر موزیکال به کارگردانی ریچارد تورپ است که در سال ۱۹۴۵ منتشر شد.

## بازیگران
- ون جانسون
- استر ویلیامز
- فرانسیس گیفورد
- هنری تراورز
- اسپرینگ باینگتون
- تامی دورسی
- جف چاندلر
- استارت هولمز
- جین پورتر
- اثل گریفیس
- هلن استنلی
- جری اسکات
- تورستون هال
- وینس بارنت